# Kecamatan Gunung Kerinci
Kecamatan Gunung Kerinci är ett distrikt i Indonesien.   Det ligger i provinsen Jambi, i den västra delen av landet, 800 km nordväst om huvudstaden Jakarta.